# Уорд, Альфред Дадли
Альфред Дадли Уорд (англ. Alfred Dudley Ward; 27 января 1905 — 28 декабря 1991 года) — генерал Британской армии, служивший во время Второй мировой войны, губернатором Гибралтара с 1962 по 1965 годы. Начинал службу рядовым солдатом, затем с 1926 года получил офицерское образование. В мирное время продвижение по службе шло медленно, и к 1937 году Уорд имел только звание капитана, но с началом Второй мировой войны он проявил себя способным офицером, как в штабоной работе, так и в качестве полевого командира. Получив командование 4-ю пехотную дивизию в необычно молодом возрасте 39 лет и 3 месяцев, Уорд продолжил успешную карьеру как в штабе, так и регулярных подразделениях.

## Ранние годы и начало карьеры
Среднее образование получил в Уимборнской гимназии, затем поступил в Британскую армию в качестве рядового. После трёх лет службы поступил в Королевское военное училище в Сандхерсте. По окончании училища был произведён в звание второго лейтенанта и в январе 1929 года направлен служить в Дорсетширский полк. В декабре 1931 года он был переведён в Индию в качестве адъютанта командующего округом Лахор, где был произведён в лейтенанты в январе 1932 года и завершил службу в этой должности в сентябре 1932 года. В 1935 году поступид в Кветтаский командно-штабной колледж. В 1937 году получил звание капитана и заполнил вакансию в Королевском полку Ливерпуля. В феврале 1939 года Уорд был командирован в Индию для работы в штабе в качестве офицера третьего ранга, но был отозван в Лондон в июле, и к началу Второй мировой войны в сентябре служил офицером второго ранга в Управление военной разведки Министерства обороны. В мае 1940 года получил назначение инструктором в Штабной колледж в Кемберли, вернувшись в Министерство обороны через год. В конце 1941 года получил назначение в действующую армию и получил под командование 43-й разведывательный полк (ранее 5-й батальона) Глостерширского полка, изначально входивший в 48-ю (Южно-Мидлендскую) пехотную дивизию, а затем, с ноября 1941 года, в 43-ю (Уэссекскую) пехотную дивизию.

## Вторая мировая война
В июле 1942 года Альфред Уорд стал бригадным генералом штаба XI корпуса. В сентябре 1943 года в рамках ротации он возглавил 231-ю пехотную бригаду, ранее возглавляемую Роем Э. Урквартом, занявшим прежнюю должность Уорда. Однако через неделю он снова прошел ротацию, сменив Жерара Бакнолла Bucknall во главе 17-й бригады, входившей в 5-ю пехотную дивизию. Уорд командовал бригадой в кампании союзников в Италии. Бригада участвовала в боевых действиях во время наступления 8-й армии от Фоджи, в частности, форсировал реку Моро в конце 1943 года. После этого 5-я дивизия была переброшена на западный берез Аппенинского полуострова, на левый фланг X корпуса, который в свою очередь формировал левый фланг американской 5-й армии на Линии Густава. Бригада Уорда во время битвы под Монте-Кассино 17 января форсировала реку Гарильяно и вела тяжелые бои до конца месяца. В марте 5-я дивизии была переброшена на плацдарм Анцио и вновь участвовала в тяжелые боях за плацдармы на левом фланге. В апреле 1944 года Уорд был награждён орденом «За выдающиеся заслуги».
В апреле 1944 года Уорд принял командование 4-й пехотной дивизией, получив временное повышение до генерал-майора, что было необычно для военного, не достигшего 40 лет. Дивизия прибыл в Италию из Египта, где была расквартирована для пополнения после окончания кампании в Тунисе в мае 1943 года. Её требовалось быстро подготовить к боевым действиям, так как вместе с 8-й индийской пехотной дивизией ей отводилась ключевая роль в создания плацдарма у реки Гари (иногда в современных источниках ошибочно указывают реку Рапидо) перед четвёртым сражением битвы под Монте-Кассино, которое должно было состояться в следующем месяце. Успешно завершив свою задачу, дивизия оставалась в резерве до конца июня, когда вернулась на передовую на Линии Тразимено.
В августе дивизия вновь оказалась на Адриатическом побережье, приняв участие в операции «Олива» — наступлении 8-й армии на Готскую линию. В декабре 1944 года 4-я дивизия была переброшена в Грецию, где участвовала в боевых действиях против коммунистических партизан, выступивших против временного правительства. К середине января 1945 года порядок был восстановлен, и в апреле Уорд передал командование своей дивизией, чтобы стать начальником штаба у Рональда Скоби, британского главнокомандующего в Греции.
В апреле 1945 года за службу в Италии Уорд был произведён в командоры Ордена Британской империи и в июле того же года — в компаньоны Ордена бани. Он также принял звание командора американского Легиона почёта за помощь союзникам.

## Высшее командование
После войны, благодаря проявленной компетенция в качестве полевого командира и штабиста, Альфред Уорд занимал высокие должность по обоим направлениям работы. В 1947 году он был произведён в генерал-майоры и назначен директором военных операций в Министерстве обороны. В 1948 году он стал комендантом Штабного колледжа в Кемберли. В 1953 году его направили командовать I корпусом в Германию в звании генерал-лейтенанта. В том же году он был произведён в кавалеры ордена Британской империи. Однако в том же году он возвратился в Великобританию в качестве заместителя начальника Генерального штаба, уйдя с этой должности в октябре 1956 года. В январе 1957 года Уорд снова убыл в Германию, где возглавил Северную группу армий и Британской армию Рейна. Через месяц он был повышен до полного генерала. В январе 1960 года он оставил свой пост, а в мае того же года получил назначение верховным главнокомандующим британскими войсками на Ближнем Востоке , которые затем были переименованы в Ближневосточное командование. Эту должность он оставил в мае 1962 года. Звание рыцаря-командора Ордена бани Уорд получил в июне 1957 года, а в рыцари большого Креста Ордена бани произведён в 1959 году. С декабря 1958 года по декабрь 1961 года носил титул флигель-адъютанта королевы Елизаветы II.
В июне 1962 года Альфред Уорд был назначен губернатором Гибралтара. Во время срока его полномочий была введена конституция (1964). В честь Альфреда Дадли Уорда назван гибралтарский тоннель. В 1962 году он также стал кавалером Ордена Святого Иоанна Иерусалимского.
Альфред Уорд ушёл в отставку в 1965 году после выхода на пенсию он служил заместителем лейтенанта Саффолка с 1968 года до 1984 года.
В соответствии с традицией Уорд сохранял связи с армией, занимая почётную должность комендант-полковника Королевских инженеров-электромехаников инженерного и полковника Королевского полка.